# Regeringsformatie België 1978-1979
Na de verkiezingen voor het federaal parlement in België op 17 december 1978 ging de formatie van een nieuwe federale regering van start. De formatie, die leidde tot de vorming van de regering-Martens I, duurde 107 dagen en was de langstdurende Belgische regeringsvorming tot dan toe. Het record werd in 1988 verbroken, toen het 148 dagen duurde om de regering-Martens VIII op de been te brengen. 

## Verloop van de formatie

### Aanloop naar de formatie
Op 11 oktober 1978 viel de regering-Tindemans IV (CVP, PSC, PS, BSP, Volksunie en FDF) over het Egmontpact dat België moest omvormen tot een federale staat, waarna de overgangsregering Vanden Boeynants II werd gevormd. Op 17 december vonden vervroegde verkiezingen plaats: de christendemocratische CVP en PSC gingen er licht op vooruit, de socialisten leden een licht verlies, het francofone FDF en de Franstalige liberalen van PRLW/PL bleven stabiel, de Vlaams-nationalistische Volksunie leed een grote nederlaag en de Vlaamse liberalen van PVV gingen er het meest op vooruit. In Vlaanderen was de grootste partij CVP, in Wallonië was dat PS en in Brussel het FDF.
Zoals het de gewoonte was ging premier Paul Vanden Boeynants de dag na zijn verkiezingen aan koning Boudewijn het ontslag van zijn regering aanbieden. De koning aanvaardde het ontslag en belastte de regering-Vanden Boeynants II met de verdere afhandelingen van de lopende zaken. Op 19 december begon de koning dan aan zijn raadplegingen: eerst werden de voorzitters van Kamer en Senaat (respectievelijk Edmond Leburton en Robert Vandekerckhove) ontvangen, op 19 en 20 december gevolgd door voorzitters van de politieke partijen. Op 21 december werden nog vertegenwoordigers van vakbonden en werkgeversorganisaties ontvangen.

### Informateur Willy Claes (21 december 1978 - 8 januari 1979)

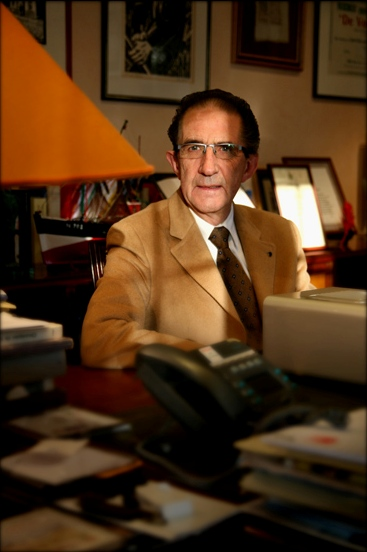
Willy Claes.

Nadat de koning zijn consultatieronde had afgerond, benoemde hij dezelfde avond nog ontslagnemend vicepremier Willy Claes (BSP) tot informateur. Claes kreeg een drieledige opdracht: ten eerste moest hij alle mogelijke regeringsformules uittesten, zonder enige formule uit te sluiten, ten tweede alle raakpunten en oplossingsformules ten aanzien van de sociaal-economische problemen aftasten en ten derde diende hij de communautaire problematiek te analyseren en de uiteenlopende standpunten van de partijen zo dicht mogelijk bij elkaar brengen. Tussen 22 en 28 december hield hij consultaties met de voorzitters van Kamer en Senaat, de partijvoorzitters, vertegenwoordigers van vakbonden en werkgeversorganisaties, oud-premier Leo Tindemans en een aantal ministers.
Op vrijdag 29 december 1978 bracht Claes verslag uit bij de koning, die zijn opdracht verlengde. Claes achtte het mogelijk om op sociaal-economisch vlak een anticrisisbeleid uit te voeren en had vastgelegd dat er bij alle partijen de wil bestond om een communautair akkoord te sluiten, maar dat Brussel het grootste struikelblok bleef. Claes diende nu zijn vaststellingen verder uit te diepen.
Na Nieuwjaar raakte de politieke situatie geblokkeerd. Enerzijds wilden de Franstalige partijen PS en PSC dat er een coalitie zou worden gevormd met FDF, wat hun zusterpartijen SP en CVP enkel wilden als ook de Volksunie bij de onderhandelingen werden betrokken. Anderzijds verschilden de partijen van mening over de manier waarop de staatshervorming zou worden onderhandeld: de Vlaamse partijen wilden eerst een tijdelijke gewestvorming doorvoeren, waarna het parlement de staatshervorming verder zou uitwerken, de Franstaligen wilden een globaal onderhandelde staatshervorming in het regeerakkoord zien staan. Niettemin werd Claes' opdracht op 5 januari 1979 nogmaals met enkele dagen verlengd. In het weekend van 6 en 7 januari ontving hij de voorzitters van de christendemocratische en socialistische partijen om opheldering te krijgen over die knelpunten. Die ontmoeting leverde echter geen resultaat op en bracht de vier partijen niet dichter bij elkaar. Op 8 januari werd Claes van zijn opdracht als informateur ontheven.

### Formateur Wilfried Martens (9 januari - 12 februari 1979)

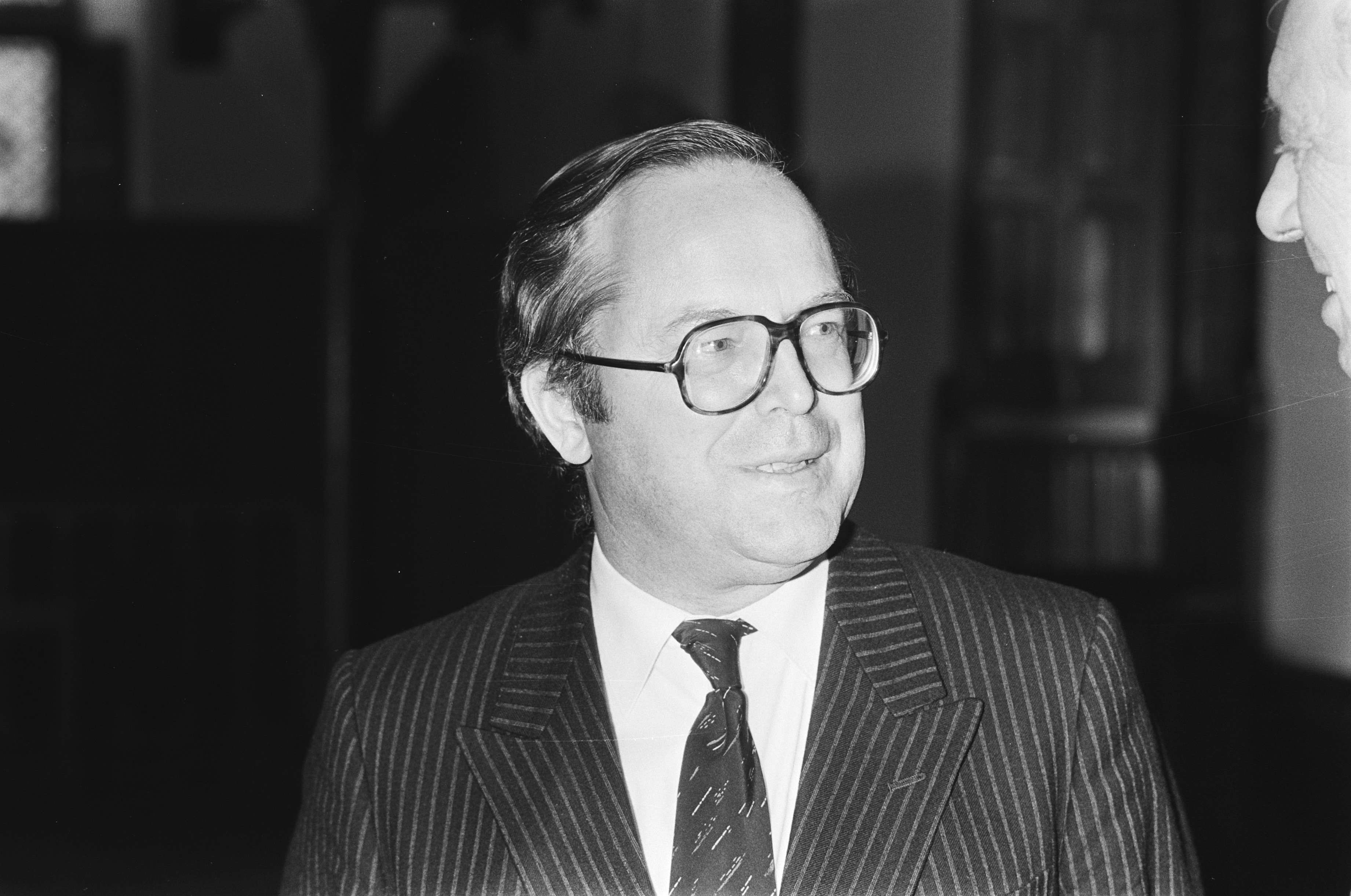
Wilfried Martens.

Dezelfde dag nog werd CVP-voorzitter Wilfried Martens door de koning aangezocht als formateur. Martens vroeg echter 24 uur bedenktijd, omdat hij vanwege de ingewikkelde situatie eerst nog enkele vooraanstaande politici wilde raadplegen en zich wilde bezinnen over de mogelijkheden. Ondertussen liet PS-voorzitter André Cools door zijn partijbestuur een voorstel goedkeuren waarin hij voorstelde om de regering-Vanden Boeynants II opnieuw het vertrouwen te laten vragen aan het parlement, op basis van een duidelijk afgebakend communautair en sociaaleconomisch programma. CVP en SP wilden echter prioriteit geven aan het sociaal-economisch beleid en op communautair vlak een basisakkoord onderhandelen dat verder zou worden uitgewerkt door het parlement.
Op 9 januari 1979 ging Martens akkoord om formateur te worden, nadat hij het advies had ingewonnen van het partijbestuur van CVP. Het was zijn bedoeling om een regering te vormen die in eerste plaats de economische crisis zou bestrijden en aan het parlement een communautair ontwerpprogramma zou voorleggen. Van 10 tot 16 januari voerde de formateur een consultatieronde: hij ontving achtereenvolgens de voorzitters van Kamer en Senaat, gewezen informateur Willy Claes, premier Paul Vanden Boeynants, de partijvoorzitters, oud-premier Leo Tindemans en vertegenwoordigers van vakbonden, werkgevers- en zelfstandigenorganisaties.
Vanaf 16 januari vergaderde Martens met de christendemocratische en socialistische partijen om te bespreken wat de doelstellingen van de nieuwe regering moesten zijn, zowel op sociaal-economisch vlak als op communautair vlak, en welke regeringsformule deze doelstellingen het best kon verwezenlijken. Iedere partij stuurde een delegatie van twee onderhandelaars: voor CVP kwamen ministers Jos Chabert en Gaston Geens, PSC werd vertegenwoordigd door voorzitter Charles-Ferdinand Nothomb en premier Vanden Boeynants, BSP stuurde voorzitter Karel Van Miert en oud-informateur Willy Claes en voor PS werden voorzitter André Cools en vicepremier Léon Hurez afgevaardigd.
Op 19 januari spraken de partijbureaus van CVP, PSC, BSP en PS zich uit over welke regeringsformule hun voorkeur wegdroeg. PS en PSC drongen erop aan dat FDF in de regering werd opgenomen, zodat die over in beide kamers over een tweederdemeerderheid beschikte om een staatshervorming te kunnen doorvoeren. CVP had de voorkeur voor een rooms-rode regering, terwijl BSP vond dat de regering sowieso over een tweederdemeerderheid moest beschikken en wilde dat ook de Volksunie bij de onderhandelingen zou worden betrokken. Alvorens te beslissen over de regeringsformule, riep Martens op 23 januari naast de voorzitters van CVP, PSC, BSP en PS ook die van de liberale partijen, de Volksunie en FDF bij zich om hen zijn voorstellen voor te leggen over het sociaal-economisch, communautair, buitenlands en welzijnsbeleid. Hierin was er onder andere sprake van de oprichting van een Vlaamse, Waalse en Brusselse Executieve, die binnen de federale regering zouden opereren.
Vanaf 24 januari bogen de partijbesturen zich over de voorstellen van Martens. Op 25 januari gingen BSP en CVP akkoord om op basis van die voorstellen verder te onderhandelen, een dag later deden PS, PSC en PVV hetzelfde. In het weekend van 26 en 27 januari 1979 verklaarden ook de PRLW, het FDF en de Volksunie zich bereid om voort te onderhandelen.
Op dinsdag 30 januari riep de formateur de partijvoorzitters van CVP, PSC, PS, BSP, FDF en Volksunie samen om te kijken of de tegenstellingen tussen die partijen op communautair vlak, die gebleken waren uit de opmerkingen die de partijen maakten over Martens' voorstellen, op korte termijn konden worden overbrugd, met het oog op de vorming van een regering die in beide kamers over een tweederdemeerderheid beschikte. Bij die gesprekken was iedere partij vertegenwoordigd door drie onderhandelaars. CVP, PSC, PS en BSP stuurden elk hun twee vertegenwoordigers die vanaf 16 januari met Martens hadden onderhandeld over de doelstellingen voor de volgende regering, aangevuld met een derde onderhandelaar: respectievelijk minister Renaat Van Elslande (CVP), minister Alfred Califice (PSC), minister Henri Simonet (PS) en oud-minister Frank Van Acker (BSP). De delegatie van FDF bestond uit voorzitster Antoinette Spaak en ministers Lucien Outers en Léon Defosset, Volksunie werd vertegenwoordigd door voorzitter Hugo Schiltz, oud-voorzitter Frans Van der Elst en senator Wim Jorissen.
Ondertussen had Martens een nieuwe communautaire nota opgesteld, die vanaf 1 februari door de onderhandelaars werd besproken. Op 5 februari moesten de partijbesturen van CVP, PSC, PS, BSP, FDF en Volksunie beslissen of ze verdere communautaire gesprekken wensten te voeren. De zes partijen gaven allen hun instemming, waarna de onderhandelingen werden voortgezet.
In de nacht van 6 op 7 februari 1979 raakten de formatiegesprekken geblokkeerd, toen de partijen hun voorstellen over Brussel voorlegden. De Franstalige partijen PS, PSC en FDF  eisten ruimere faciliteiten in de Vlaamse Rand en een uitbreiding van Brussel en waren tegen een paritair samengestelde Brusselse Gewestregering, voorstellen die bij de Vlaamse partijen erg gevoelig lagen. Formateur Martens ging vervolgens onderzoeken welke initiatieven hij kon nemen om de kloof tussen de Vlaamse en Franstaligen partijen te overbruggen en voerde daartoe op 7 februari gesprekken met de partijvoorzitters. Dezelfde avond nog besloot de Volksunie zich terug te trekken uit de formatiegesprekken.
Op 9 februari nodigde Martens de christendemocratische en socialistische partijen uit om onderhandelingen te beginnen over de vorming van een regering. De Franstalige partijen PS en PSC weigerden evenwel om het FDF te lossen, waardoor de situatie geblokkeerd bleef. Bijgevolg werd Martens op 12 februari op eigen verzoek van zijn opdracht ontheven.

### Bemiddelaars Willy Claes en Charles-Ferdinand Nothomb (14 februari - 26 februari 1979)

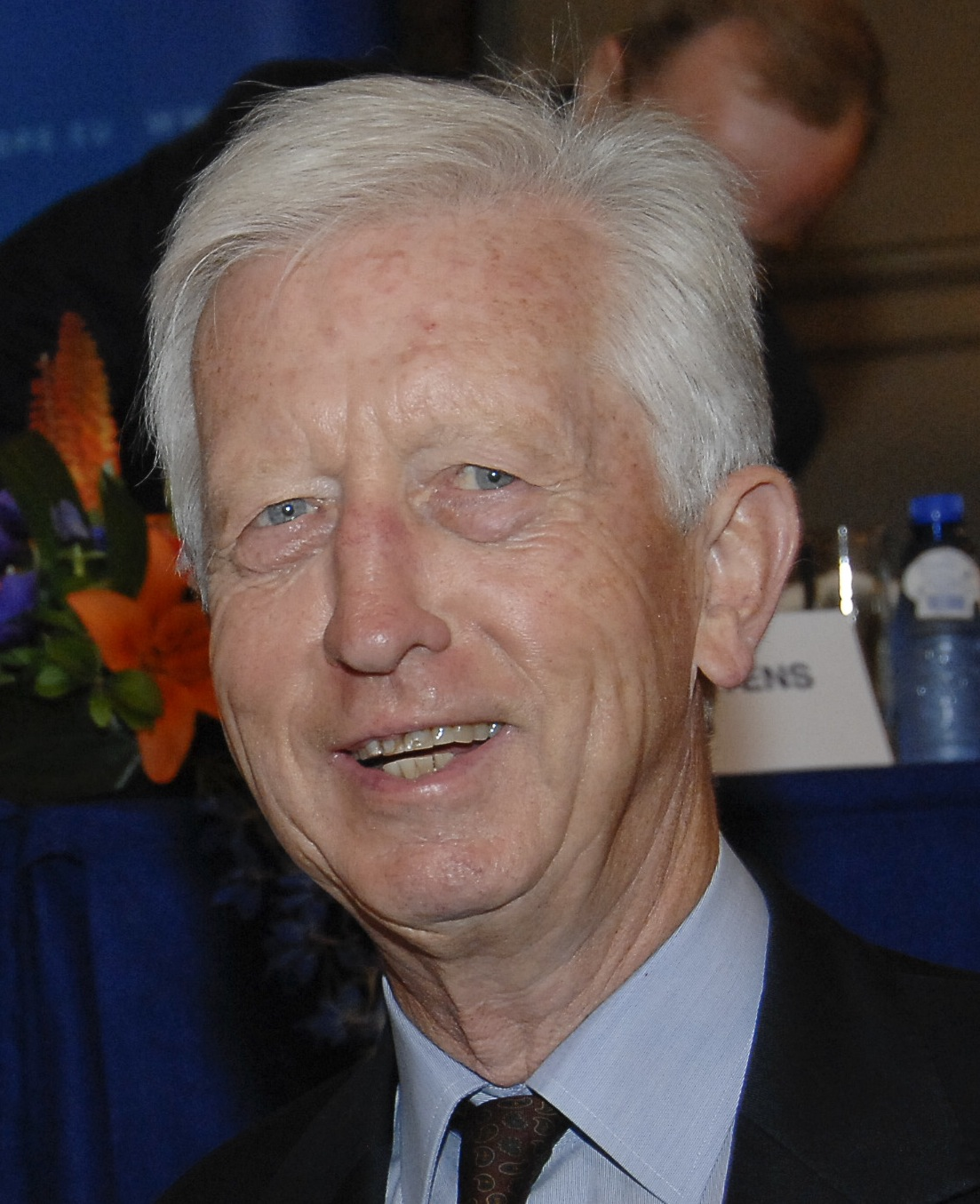
Charles-Ferdinand Nothomb.

Op 14 februari stuurde koning Boudewijn oud-informateur Willy Claes (BSP) en PSC-voorzitter Charles-Ferdinand Nothomb het veld in als bemiddelaars. Het was de eerste keer in de Belgische geschiedenis dat er twee politici tegelijk met een formatie-opdracht werden belast. Ze dienden op verschillende punten overeenstemming te zoeken en bruggen te slaan tussen de verschillende partijen. Vanaf 15 februari voerden de bemiddelaars een verkenningsronde en op 20 februari hielden ze een gezamenlijke vergadering met de christendemocratische en socialistische partijen. Vanaf 21 februari 1979 begonnen Claes en Nothomb met het formuleren van voorstellen om uit de impasse te raken.
Op zaterdag 24 februari overhandigden de bemiddelaars hun voorstellen aan de partijbureaus van CVP, PSC, PS, BSP, FDF en de Volksunie. In die voorstellen werden zowel aan de Vlaamse als aan de Franstalige partijen toegegeven gevraagd, met als gevolg dat ze aan beide kanten van de taalgrens met weinig enthousiasme werden onthaald. Op 26 februari deden Claes en Nothomb nog een laatste poging om de impasse te doorbreken, maar zowel de Vlaamse als Franstalige partijen bleven lijnrecht tegenover elkaar staan. Daarop   gingen de twee bemiddelaars bij de koning hun ontslag aanbieden, waarna ze van hun opdracht werden ontheven.
Een dag later begon de koning met een uitgebreide consultatieronde, om de rust aan de onderhandelingstafel te doen terugkeren. Ondertussen werden op politiek niveau informele gesprekken gevoerd.

### Formateur Paul Vanden Boeynants (5 maart - 2 april 1979)

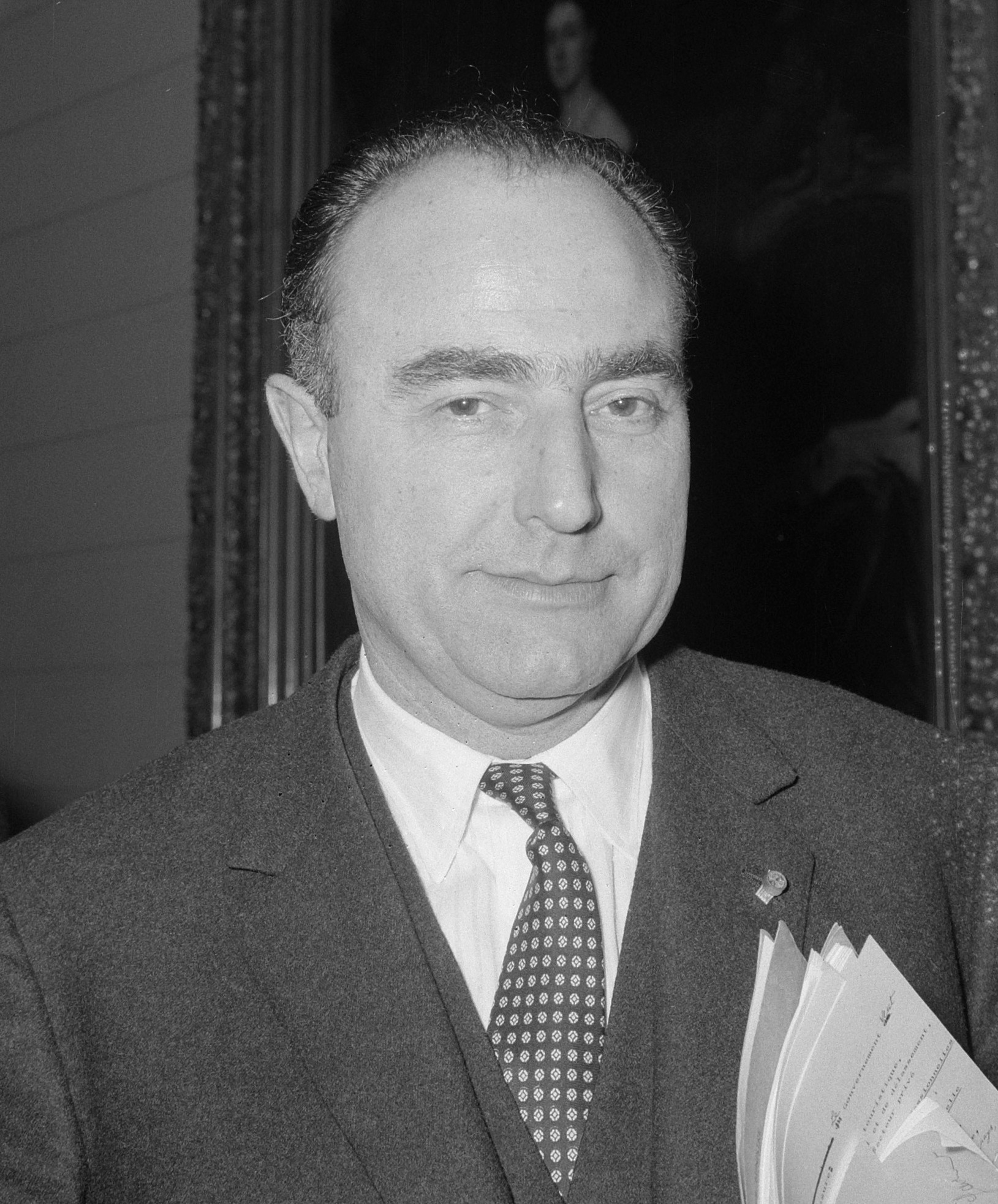
Paul Vanden Boeynants.

Na een week politieke rust werd ontslagnemend premier Paul Vanden Boeynants (PSC) op 5 maart 1979 aangesteld tot formateur. Hij besloot verder onderhandelen met de zes partijen van de ontslagnemende regering en gaf zichzelf drie dagen de tijd om een communautair akkoord te forceren. Op 6 maart overhandigde hij aan de zes partijen voorstellen die het mogelijk moesten maken om de knelpunten rond de staatshervorming weg te werken, waarbij hij zich vooral baseerde op het eerder uitgewerkte Egmontpact. Een dag later verwierp FDF de voorstellen van Vanden Boeynants, omdat er geen sprake was van een uitbreiding van het Brussels Gewest. De Vlaamse partijen hadden dan weer kritiek op zijn voorstellen in verband met de financiering van Brussel en het feit dat er geen waarborgen werden voorzien voor de Brusselse Vlamingen. Op 8 maart eisten de Franstalige partijen uitgebreidere bevoegdheden voor het Waals en het Brussels Gewest, maar wilden niet dat in ruil daarvoor de gewesten en gemeenschappen verantwoordelijk werden voor hun eigen fiscaliteit. De Vlaamse onderhandelaars weigerden dat echter te aanvaarden, waarop de onderhandelingen opnieuw vastliepen. Hierop ging Vanden Boeynants zijn ontslag als formateur aanbieden.
Koning Boudewijn hield het ontslag in beraad en riep de partijvoorzitters van de zes onderhandelde partijen bij zich. Vervolgens vroeg de koning aan Vanden Boeynants om zijn opdracht voor te zetten, hetgeen hij aanvaardde. Vanaf 10 maart werden opnieuw onderhandelingen gevoerd. Op 12 maart legde de formateur aan de zes partijen een ontwerpakkoord voor over een overgangsregeling van de staatshervorming. Deze staatshervorming zou in drie etappes verlopen: eerst zouden er binnen de nationale regering gewest- en gemeenschapsexecutieves worden gevormd, daarna volgde er een overgangsperiode waarin de krijtlijnen van de staatshervorming zouden worden uitgewerkt en ten slotte zou het parlement zich uitspreken over de verdere uitwerking van die krijtlijnen. Op 15 maart gingen de christendemocraten en socialisten akkoord met de communautaire voorstellen van Vanden Boeynants, terwijl de Volksunie en FDF ze afwezen.
Vervolgens besloot de formateur om voort te onderhandelen met CVP, PSC, BSP en PS. Deze vier partijen beschikten in de Senaat over een tweederdemeerderheid, noodzakelijk om een staatshervorming te kunnen doorvoeren, maar kwamen in de Kamer twee zetels te kort voor dergelijke meerderheid. Vanaf 19 maart begonnen deze partijen te onderhandelen over het sociaal-economisch luik van het regeerakkoord. Iedere partij werd vertegenwoordigd door drie onderhandelaars: CVP door Wilfried Martens, Jos Chabert en Gaston Geens, PS door André Cools, Léon Hurez en Philippe Moureaux, PSC door Charles-Ferdinand Nothomb, Alfred Califice en Kamerfractievoorzitter José Desmarets en BSP door Karel Van Miert, Willy Claes en Frank Van Acker. PS bleef echter aandringen op een regering die in beide kamers over een tweederdemeerderheid zou beschikken. Op 20 maart maakte de formateur om die reden zijn communautaire en sociaal-economische voorstellen eveneens over aan Volksunie, FDF en de liberale partijen PVV en PRLW, die tegen 23 maart moesten beslissen of ze zouden deelnemen aan de onderhandelingen. FDF ging akkoord met de voorstellen, terwijl de Volksunie ze afwees en de liberalen niet happig waren om deel te nemen aan verdere onderhandelingen.
Nadat het aan de onderhandelingstafel op communautair vlak opnieuw tot botsingen kwam tussen de Vlaamse en Franstalige partijen, stelde Vanden Boeynants op 23 maart in samenspraak met de koning aan de zes partijen van de uittredende regering voor om de ontslagnemende regering voorlopig voort te zetten, zij het onder leiding van een CVP'er (Wilfried Martens of Leo Tindemans). Die regering zou de sociaal-economische problemen prioritair behandelen, terwijl de discussies over de staatshervorming aan het parlement zouden worden overgelaten. Op de Volksunie na gingen alle uittredende regeringspartijen daarmee akkoord, maar de Franstalige partijen bleven erop aandringen dat in het regeerakkoord een globaal onderhandelde staatshervorming zou worden opgenomen. Op 26 maart kwam er alsnog een doorbraak op communautair vlak toen de Franstalige partijen akkoord gingen met de staatshervorming in drie etappes die de formateur eerder had voorgesteld. Een dag later begonnen CVP, BSP, PS, PSC en FDF aan de onderhandelingen over het sociaal-economisch luik van het regeerakkoord en de andere thema's waarover een akkoord moest worden bereikt (onderwijs, gezins- en welzijnsbeleid en buitenlands beleid). Op 30 maart werd een definitief akkoord bereikt. Tijdens het weekend van 31 maart en 1 april 1979 stemden de partijcongressen van de vijf toekomstige regeringspartijen in met het regeerakkoord.

### Formateur Wilfried Martens (2 april - 3 april 1979)
Paul Vanden Boeynants was niet van plan om de toekomstige regering te leiden en werd daarom op 2 april ontheven van zijn opdracht als formateur. Vervolgens kreeg CVP-voorzitter Wilfried Martens de opdracht om de nieuwe regering samen te stellen. Na de verdeling van de  bevoegdheden in de regering legden de 25 ministers en 8 staatssecretarissen van de regering-Martens I op 3 april de eed af in handen van de koning. Op 5 april werd in het parlement de regeerverklaring voorgelezen, waarna de Kamer op 9 april en de Senaat op 11 april 1979 hun vertrouwen gaven aan de regering.
De regering-Martens I bleef tot in januari 1980 in functie. In die maand werd het FDF uit de regering gezet, nadat die partij een akkoord over de voorlopige gewestvorming had afgewezen. Op 23 januari 1980 werden de FDF-ministers in de regering vervangen door twee PS'ers en een PSC'er. Vanaf dan werd deze regering de regering-Martens II genoemd.
1919 · 1920 · 1921 · 1923 · 1924 · 1925 · 1926 · 1927 · 1929 · 1931 · mei 1932 · okt. 1932 · dec. 1932 · jun. 1934 · nov. 1934 · 1935 · 1936 · 1937 · 1938 ·  feb. 1939 · apr. 1939 · 1940 · 1944 · 1945 · feb-mrt 1946 · jul-aug 1946 · 1947 · 1948 · 1949 · jun 1950 · aug 1950 · 1952 · 1954 · jun. 1958 · nov. 1958 · 1961 · 1965 · 1966 · 1968 · 1971/72  · 1972/73 · 1974 · 1977 · 1978 · 1978/79 · apr.-mei 1980 · okt. 1980 · apr. 1981 · nov.-dec. 1981 · 1985 · oktober 1987 · 1987/88 · 1991/92 · 1995 · 1999 · 2003 · 2007 · 2008 · 2010/11 · 2014 · 2019/20 · 2024/25